# Semën Ivanovič Dežnëv
Semën Ivanovič Dežnëv (in russo Семён Ива́нович Дежнёв?; Velikij Ustjug o Pinega, 1605 circa – Mosca, 1672) è stato un esploratore russo della Siberia che nel 1648 guidò una spedizione in cui fu il primo europeo a navigare attraverso lo stretto di Bering.

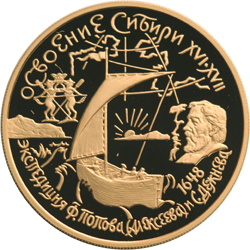
Moneta russa da 100 rubli commemorativa della spedizione di Dežnëv del 1648

Nel 1648 navigò dalla foce del fiume Kolyma nell'Oceano Artico, fino alla foce del fiume Anadyr', nell'Oceano Pacifico. La sua impresa fu dimenticata per quasi cent'anni e a Vitus Bering fu attribuito il merito per la scoperta dello stretto che porta il suo nome.

## Biografia

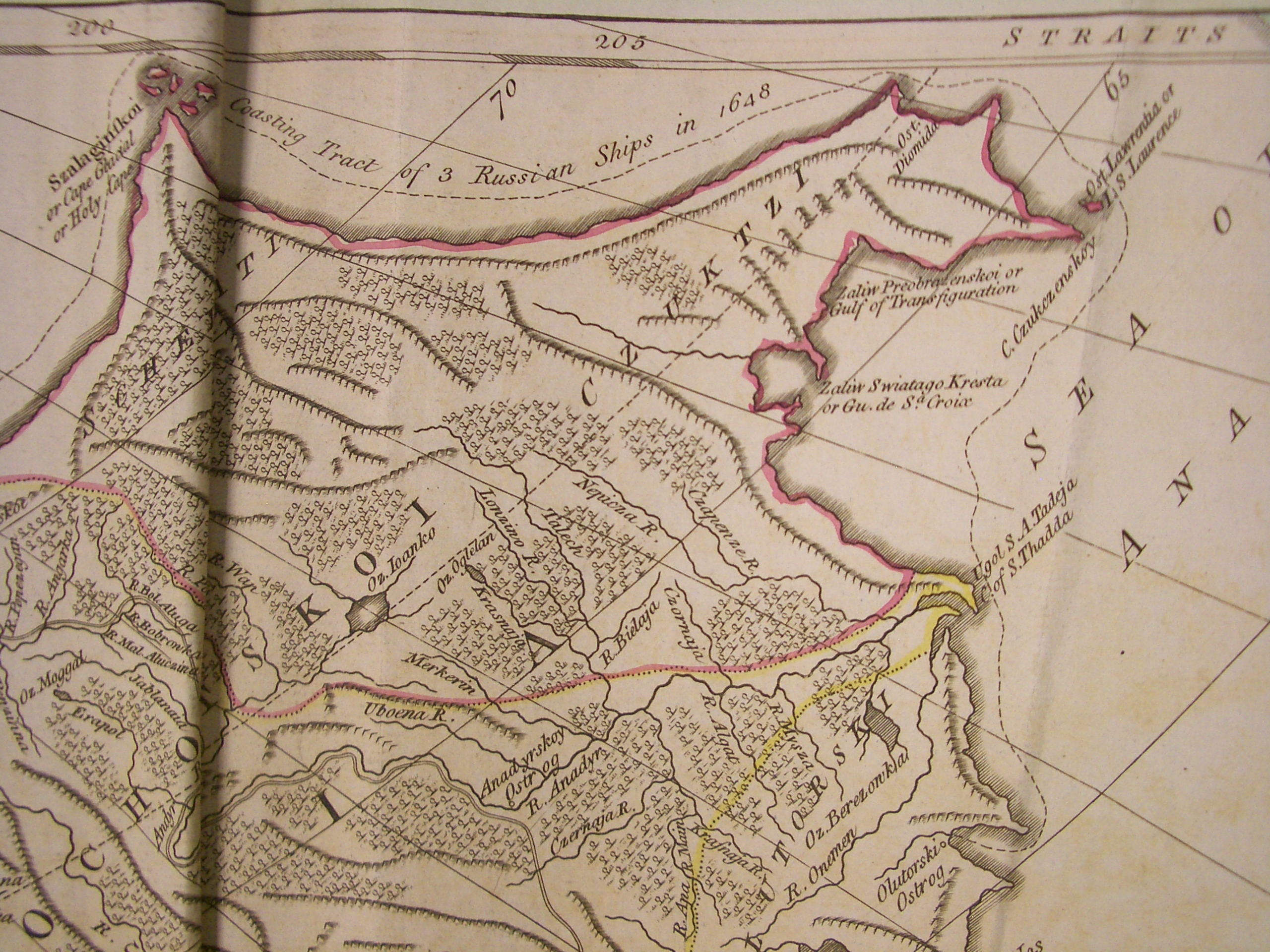
Un'antica mappa (1773) di Čukotka, che mostra la rotta della spedizione di Dežnëv del 1648.

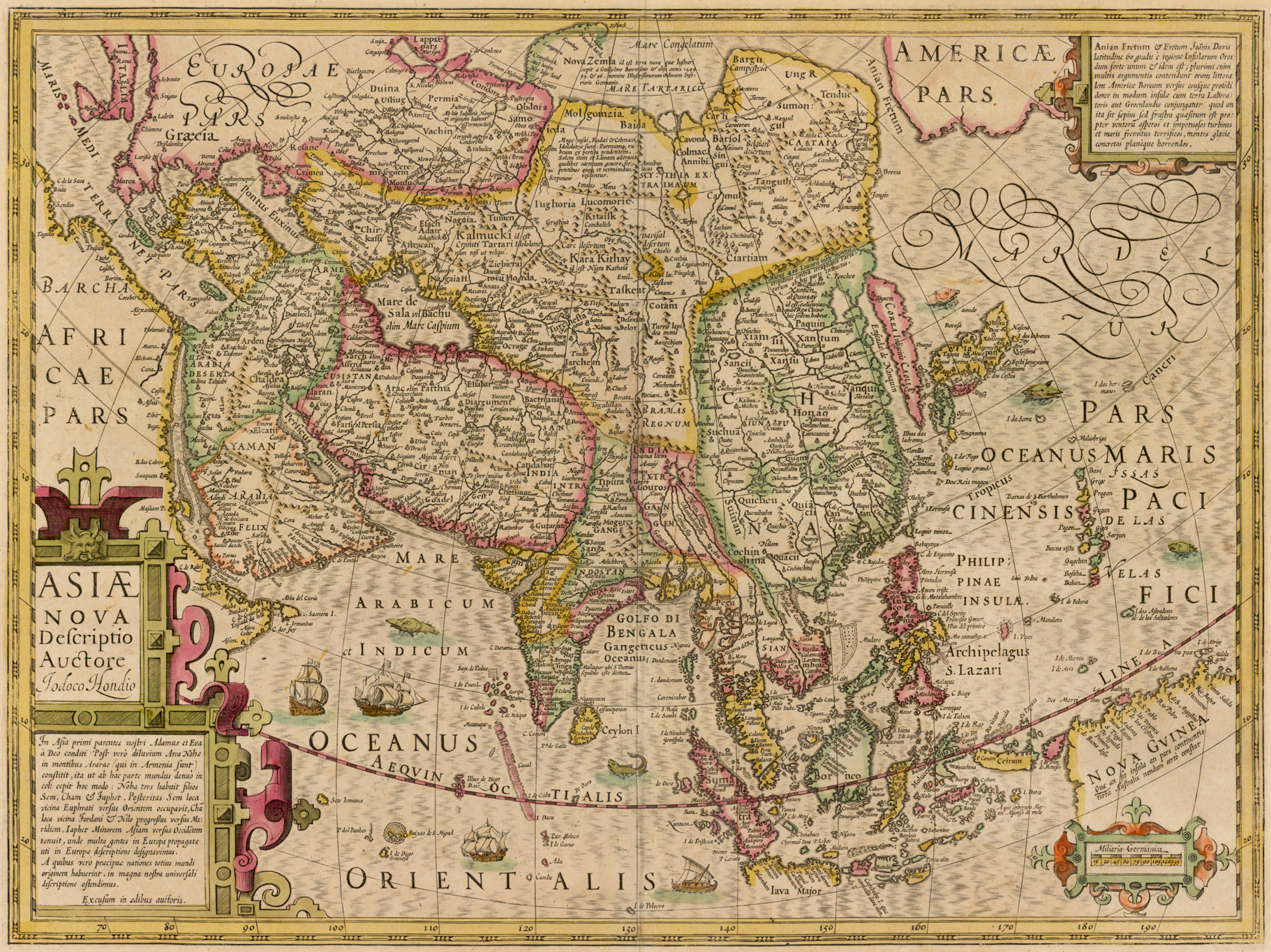
Una mappa del 1610 di Jodocus Hondius che mostra lo stretto di Anián (Anián Fretum) nell'ubicazione approssimata dello stretto di Bering.

I biografi di Semën Dežnëv hanno concluso che nacque all'inizio del XVII secolo nella regione dei pomory, a Velikij Ustjug o nel villaggio di Pinega, nella Russia settentrionale, da una famiglia cosacca. Come molti degli imprenditori della Russia settentrionale dell'epoca, Dežnëv sembra che si sia recato in Siberia in cerca di fortuna verso il 1630. Ad un certo momento divenne un agente del governo. Nel 1638, la prima data certa, si trasferì da Enisejsk a Jakutsk, sulle rive della Lena, dove si sposò con una donna jakuta e passò i seguenti tre anni esigendo i tributi dei nativi.
Nel 1641 si trasferì a nord-est verso un affluente dell'Indigirka da poco scoperto, quasi verso la foce, dove fu agli ordini di un altro mercante cosacco, Michail Staduchin. Trovando poche pelli e nativi ostili e sulla base di notizie che riferivano di un fiume fruttuoso ad est, lui e Staduchin navigarono verso la foce dell'Indigirka, e poi seguendo la costa, fino alla foce del fiume Kolyma, che risalirono e dove costruirono nel 1643 un forte (ostrog). La Kolyma si dimostrò subito essere una delle zone più ricche della Siberia Orientale e nel 1647 396 uomini pagarono imposte e altri 404 ricevettero passaporti per viaggiare da Jakutsk alla Kolyma.
A partire dal 1642 circa i russi incominciarono a sentir parlare di un fiume Pogycha, localizzato ad est e che sfociava nell'Oceano Artico ed era ricco di pelli di martora, minerali d'argento e ossi preziosi (avorio di tricheco) e stecche di balena. Un tentativo del 1646 di raggiungerlo fallì. Nel 1647 Fedot Alekseevič Popov, un agente di un mercante di Mosca, organizzò una spedizione e condusse anche Dežnëv perché era un funzionario del governo molto conosciuto per la sua esperienza e il suo valore. La spedizione arrivò al mare, però fu costretta a tornare indietro a causa dello spessore della banchisa.
L'anno successivo tentarono di nuovo: Dežnëv e Popov guidarono una nuova spedizione. Il 20 giugno 1648 (secondo il calendario giuliano, il 30 giugno del calendario gregoriano) fra 90 e 105 uomini a bordo di sette koč (l'imbarcazione tipica dei pomory adatta per navigare in acque con ghiaccio) (Oglobin menziona sei imbarcazioni) partirono da Srednekolymsk (molto probabilmente) e navigarono verso valle fino all'Artico. L'anno successivo si seppe da alcuni prigionieri che due koč erano stati distrutti e i superstiti assassinati dai nativi. Altri due koč si persero in maniera ignota. Prima del 20 settembre (calendario giuliano) doppiarono un grande promontorio di roccia. Qui il koč di Ankudinov fu distrutto e i superstiti furono trasbordati sui due koč che rimanevano.
All'inizio di ottobre si alzò una tormenta e il koč di Popov scomparve. Nel 1653/1654, Dežnëv catturò dai coriachi la donna jakuta che aveva accompagnato Popov dalla Kolyma. Ella disse che Popov era morto di scorbuto, che alcuni dei suoi compagni erano stati assassinati dai coriachi e che il resto fuggì su piccole imbarcazioni verso destinazioni sconosciute. Il koč di Dežnëv fu spinto dalla tormenta e fu infine distrutto in qualche luogo a sud della foce dell'Anadyr'. I restanti 25 uomini vagarono per una regione sconosciuta per dieci settimane fino a che arrivarono alla foce dell'Anadyr'. Dodici uomini risalirono l'Anadyr' e dopo aver camminato per venti giorni senza incontrare niente, intrapresero il ritorno. Solo tre uomini, i più forti, tornarono con Dežnëv e degli altri non si seppe più nulla. Nella primavera o all'inizio dell'estate 1649, i dodici uomini restanti costruirono imbarcazioni con il legname alla deriva e risalirono l'Anadyr'. All'incirca a 320 chilometri più a monte, costruirono una «zimov'je» (quartieri di inverno) nel luogo conosciuto come Ostrog Anadyrsk, in qualche luogo vicino ad Anadyrsk e sottomisero i locali anaul al pagamento di un tributo. Qui furono effettivamente abbandonati.
Nel 1649 i russi stabiliti nel bacino della Kolyma risalirono il fiume Anjuj, un affluente del fiume Kolyma, e appresero che si poteva viaggiare dalla sua sorgente fino alla foce del Pogycha-Anadyr'. Nel 1650 Staduchin e Semën Motora seguirono questo cammino e si imbatterono nell'accampamento di Dežnëv. La via di tierra era chiaramente più lunga della rotta marittima che aveva percorso Dežnëv, per cui non fu più utilizzata. Dežnëv passò gli anni successivi esplorando la zona ed esigendo i tributi dai nativi. Nella regione del Kolyma si stabilirono altri cosacchi, Motora fu assassinato e Staduchin andò verso sud fino al fiume Penžina. Dežnëv incontrò una colonia di trichechi alla foce dell'Anadyr' e raccolse più di 2 tonnellate di avorio di tricheco.
Nel 1659 Dežnëv trasmise la sua autorità a Kurbat Ivanov, lo scopritore del lago Bajkal. Nel 1662 era a Jakutsk. Nel 1664 arrivò a Mosca con un incarico tributario. Successivamente prestò servizio sui fiumi Olenëk e Viljuj.
All'inizio degli anni 1670, il principe Borjatinskij (governatore di Jakutsk) affidò a Dežnëv una missione a Mosca. Dežnëv doveva scortare fino a lì il «Tesoro della sciabola» (47 164 rubli, quando la paga di un soldato era di circa 5 rubli all'anno) e documenti ufficiali. Gli occorsero un anno e cinque mesi per realizzare questo viaggio con successo. Aveva già più di sessant'anni (un'età avanzata per l'epoca) e le vecchie ferite ricevute durante il servizio alle frontiere della Russia e il lavoro duro minarono la sua salute. Dopo una grave infermità, Dežnëv morì a Mosca verso la fine del 1672.

## Una scoperta e una riscoperta
Almeno dal 1575 i geografi europei avevano sentito parlare di uno stretto di Anián che metteva in comunicazione il Pacifico e l'Atlantico. Alcuni supponevano che si trovasse nella zona dello stretto di Bering e altri che andasse dal golfo di California fino alla baia di Baffin. La fonte di questa storia è sconosciuta giacché non è certo che i russi della Siberia ne avessero sentito parlare.
Dežnëv era analfabeta o semi-analfabeta e probabilmente non comprese l'importanza della sua impresa. Certamente non sapeva che non aveva navigato fino all'Alaska, dimostrando che non esisteva un ponte terrestre a nord o a sud né comparava le sue conoscenze con quelle dei geografi. Da nessuna parte disse di aver scoperto l'estremo orientale dell'Asia, ma semplicemente che aveva doppiato un grande capo roccioso nella sua rotta verso l'Anadyr'. Nei suoi rapporti, Dežnëv diede la descrizione del leggendario «Promontorio Tabin», la cui esistenza era stata intuita da vari geografi antichi, e descrisse anche due isole dei čukči («zubatych Ostrova»), ora conosciute come isole Diomede (un gruppo di due isole situate fra l'Asia e l'Alaska, in quello che oggi è noto come stretto di Bering: Grande Diomede, a ovest e Piccola Diomede, a est). Raccolse dati etnografici interessanti sui čukči («zubatije») che adornavano il labbro inferiore con pezzi di denti o ossi di balena.
Dežnëv scrisse rapporti per Jakutsk e Mosca, ma furono ignorati, probabilmente perché la sua rotta marittima non era pratica. Durante i seguenti 75 anni versioni confuse della storia di Dežnëv circolarono in Siberia. Le prime mappe della Siberia sono molte distorte, però la maggioranza mostra una comunicazione fra l'Artico e il Pacifico. Poche di esse hanno indizi di Dežnëv. Viaggiatori olandesi udirono parlare di un capo gelato ('Ice Cape') nell'estremo orientale dell'Asia. Bering aveva sentito una storia su alcuni russi che erano salpati dalla Lena e arrivati alla penisola di Kamčatka.
Vitus Bering nel 1728 entrò nello stretto di Bering e, per averne dato notizia in Europa, ebbe il merito della scoperta. Nel 1736 lo storico ed etnografo tedesco Gerhard Friedrich Müller trovò i rapporti di Dežnëv negli archivi di Jakutsk e parti della sua storia cominciarono a filtrare di nuovo in Europa. Nel 1758 pubblicò "Nachricten von Seereisen" che rese nota la storia di Dežnëv. Nel 1890 Oglobin trovò altri documenti negli archivi. Nel 1898, dopo una petizione della Società geografica russa, il capo più orientale dell'Asia ricevette ufficialmente il nome di capo Dežnëv. Negli anni 1950 alcuni degli originali copiati da Muller furono scoperti negli archivi di Jakutsk.
Almeno dal 1777 varie persone hanno dubitato della storia di Dežnëv. Le ragioni sono: 1º) l'esigua documentazione; 2º) il fatto che nessuno fu capace di ripetere la rotta di Dežnëv fino a Adolf Erik Nordenskiöld nel 1878/1879 (l'anno 1648 probabilmente fu un anno caldo, inusualmente libero dai ghiacci); 3º) il fatto che i documenti che si possono leggere riportano solo che Dežnëv doppiò un capo sulla costa artica, che naufragò su questa costa e che vagò per dieci settimane a sud dell'Anadyr'. La maggioranza degli studiosi sembra concorde sulla veridicità della storia di Dežnëv come la si conosce.
Esiste la possibilità che una parte della spedizione di Dežnëv avesse scoperto il continente americano, raggiungendo l'Alaska e forse fondandovi un accampamento, sebbene altre spedizioni russe siano considerate migliori candidate per questa scoperta.
Un cratere di Marte è stato battezzato con il nome di Dežnëv.